# Лопушње Пажитје
Лопушње Пажитје (слч. Lopušné Pažite) насељено је мјесто са административним статусом сеоске општине (слч. obec) у округу Кисуцке Нове Место, у Жилинском крају, Словачка Република.

## Становништво
| Година:    | 1994. | 2004.   | 2014.   | 2024.   |
| ---------- | ----- | ------- | ------- | ------- |
| Број људи: | 438   | 452     | 468     | 436     |
| Разлика:   |       | +3,19 % | +3,53 % | -6,83 % |

| Година:    | 2023. | 2024.   |
| ---------- | ----- | ------- |
| Број људи: | 439   | 436     |
| Разлика:   |       | -0,68 % |

Према подацима о броју становника из 2023. године насеље је имало 439 становника.